# أفينيدا دي أميريكا (محطة مترو أنفاق مدريد)
أفينيدا دي أميريكا (بالإسبانية: Avenida de América) هي محطة مترو أنفاق في مدريد في إسبانيا، تقع على الخط رقم 4,6,7,9.